# Richard Fleming
Richard Fleming (ur. ok. 1360 lub 1385 we wsi Crofton w Yorkshire lub Croston w Lancashire, zm. 25 stycznia 1431 w Sleaford w Lincolnshire) – Biskup Lincoln w latach 1420–1431, założyciel Lincoln College w Oksfordzie.
Kształcił się w University College w Oksfordzie. W młodości był gorącym zwolennikiem Johna Wyclifa. Później stał się jego zagorzałym przeciwnikiem. W 1427, po uzyskaniu pozwolenia od króla Henryka VI, Fleming założył nowe kolegium na Uniwersytecie Oksfordzkim. Jego celem miało być kształcenie duchownych, którzy w przyszłości mieli walczyć z poglądami głoszonymi przez zwolenników Johna Wyclifa. Kolegium to zostało nazwane na cześć Fleminga Lincoln College.
Jako biskup zasłynął z dobrej organizacji. Rozbudował także katedrę w Lincoln, powiększając ją o kaplicę, w której później został pochowany.